# Подселье (Смоленская область)
Подселье — деревня в Тёмкинском районе Смоленской области России. Входит в состав Батюшковского сельского поселения. Население — 14 жителей (2007 год). 
Расположена в восточной части области в 18 км к северо-западу от Тёмкина, в 24 км юго-восточнее автодороги М1 «Беларусь», на берегу реки Тростенка. В 20 км южнее деревни расположена железнодорожная станция Тёмкино на линии Вязьма — Калуга. 

## История
В годы Великой Отечественной войны деревня была оккупирована гитлеровскими войсками в октябре 1941 года, освобождена в марте 1943 года.